# Le Jugement dernier (Bosch, Bruges)
Le Jugement dernier est un triptyque conservé au Musée Groeninge de Bruges. Il a été peint par Jérôme Bosch ou par son atelier entre 1495 et 1505, voire 1510.

## Description
Haut d'environ 99,5 cm et large de 60,5 cm (fermé), le triptyque a été peint à l'huile sur des panneaux de bois. Il est de profil cintré, comme celui de sainte Wilgeforte (Venise) ou celui, démembré, dont le Musée d'histoire de l'art de Vienne conserve le volet gauche représentant un Portement de Croix.

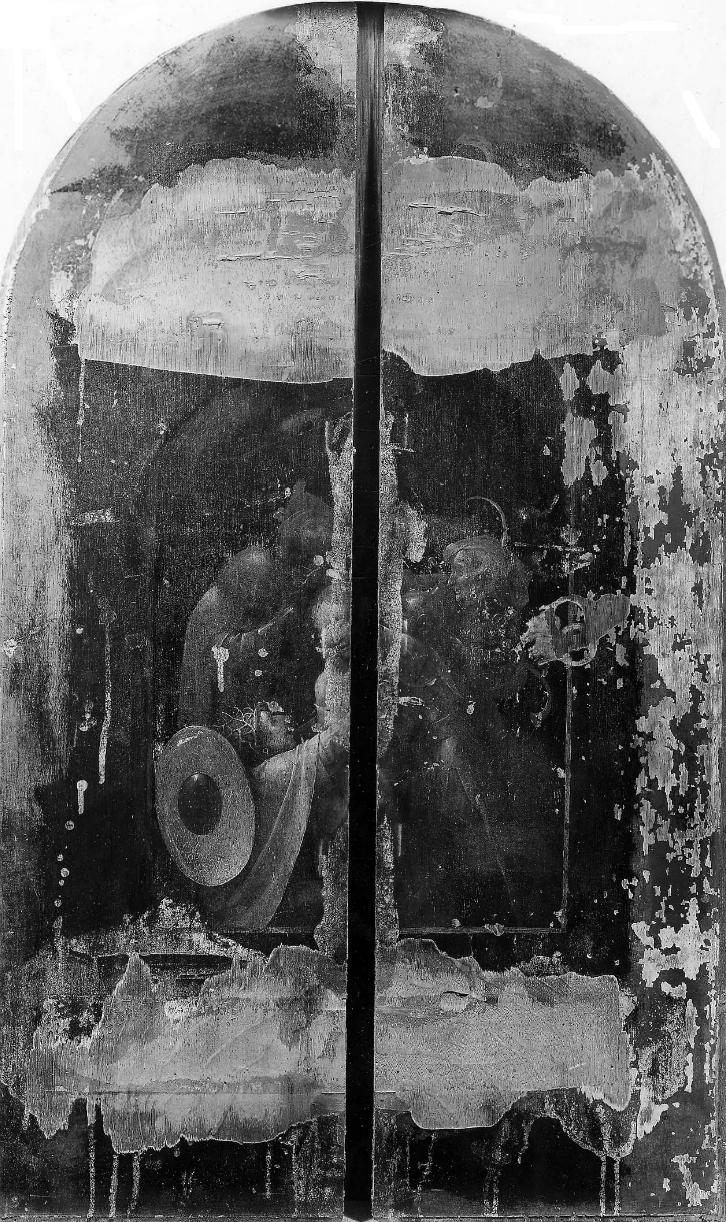
Le triptyque fermé avec le Couronnement d'épines (avant restauration).

Endommagé, le revers des volets latéraux présente, quand le triptyque est fermé, une scène en grisaille, choix chromatique courant dans les polyptyques peints par Bosch. Il s'agit d'un Couronnement d'épines, où le Christ, assis, est entouré de ses bourreaux. L'un d'eux le coiffe de la couronne d'épines. La plupart des personnages sont représentés à mi-corps sur un fond uniforme : ce parti, rare chez Bosch, se rapproche des compositions du Couronnement d'épines de Londres et du Portement de Croix de Gand.
Ouvert, le triptyque représente une scène de paradis (volet gauche), le Jugement dernier (panneau central) et une scène infernale (volet droit).
Contrairement aux scènes des volets gauches du Jardin des délices, du Jugement dernier de Vienne et du Chariot de foin, celle du triptyque de Bruges ne représente pas l'histoire d'Adam et Ève au jardin d'Éden. Présente dans les deux dernières œuvres précédemment mentionnées, l'image de Dieu trônant dans les nuages et faisant chuter les anges rebelles n'a pas été exécutée ici, mais elle semble avoir été initialement envisagée, comme le révèle le dessin sous-jacent visible à l’œil nu au travers des nuées vers lesquelles volent des anges. En lieu et place d'une représentation moralisatrice de la Chute, l'artiste a peint une vision idyllique du paradis mettant en scène aussi bien des anges que des personnages nus symbolisant les âmes des élus. Leurs amusements rappellent ceux du panneau central du Jardin des délices. L'iconographie générale de ce volet, dont le paysage est dominé par une monumentale fontaine de vie, se retrouve dans le panneau du Paradis du polyptyque des Visions de l'au-delà.
Le sommet du panneau central est très proche de celui du Jugement dernier de Vienne et reprend une tradition iconographique dont l'un des jalons est le Jugement dernier de Rogier van der Weyden (milieu du XVe siècle). Dans les cieux, le Christ-juge, vêtu d'un manteau pourpre, trône sur un arc-en-ciel, les pieds posés sur un globe, devant une sorte d'orbe dont la couleur azurée tranche avec un ciel en grande partie assombri par des fumées d'incendie. De part et d'autre de sa tête, la fleur de lys et l'épée symbolisent respectivement la pureté et la justice divine. Ce Christ en gloire est entouré, de personnages - probablement des saints intercesseurs - et de quatre anges buccinateurs. En dessous, sur une terre dévastée, des damnés nus sont livrés à la cruauté de démons grotesques dans un ensemble complexe de scènes de torture. Celles-ci s'organisent dans une composition comparable à celle du Jugement dernier de Vienne et reprennent certaines des inventions du volet droit du Jardin des délices, comme les instruments de musique, couteaux et autres objets disproportionnés. Certaines scènes, comme celle du coin inférieur gauche avec une sorte de tonneau des Danaïdes, semblent illustrer des proverbes flamands.
Cette représentation de l'Enfer sur terre se poursuit sur le volet droit, qui montre notamment des démons prenant d'assaut des remparts, avec en arrière-plan une cité en proie aux flammes. Au premier plan, le bœuf que monte un damné casqué et transpercé d'une flèche semble être une citation directe du volet droit du Chariot de foin.

## Historique
Selon une analyse dendrochronologique, le triptyque a été réalisé après 1478 ou 1486. La plupart des auteurs le datent des dernières années du XVe siècle ou des premières années du XVIe siècle.

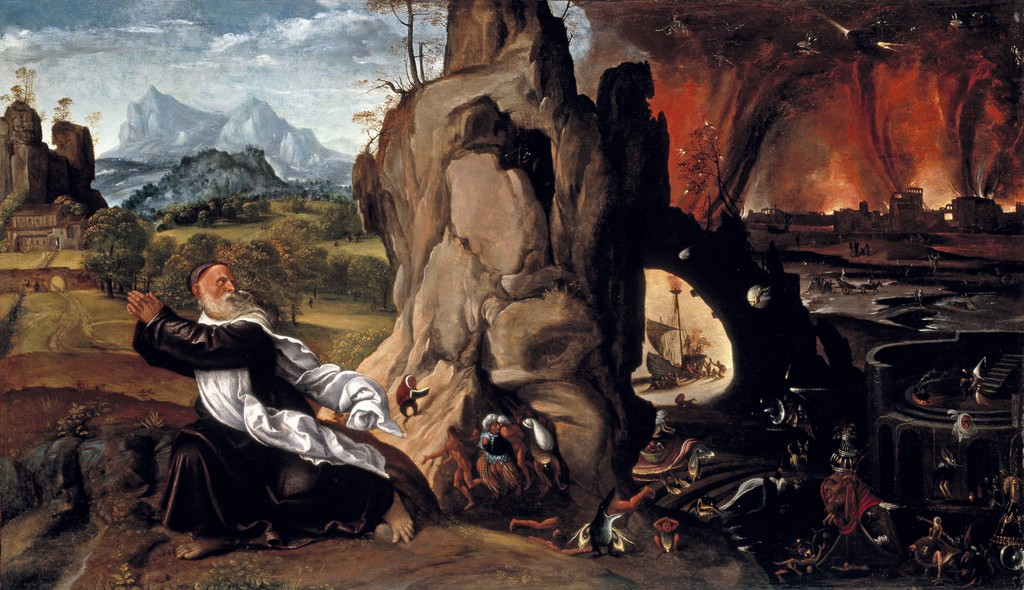
Giovanni Gerolamo Savoldo, La Tentation de saint Antoine, vers 1521-1525.

Probablement acquis par le cardinal Domenico Grimani en même temps que le triptyque des ermites et celui de sainte Wilgeforte, il est exposé dans la demeure vénitienne de ce prélat dès le début des années 1520. À cette époque, le peintre Savoldo emprunte plusieurs motifs (petit démon tenant un livre ouvert, petit monstre à tête d'oiseau ou de poisson gobant un damné, rongeur aux grandes oreilles tombantes chevauché par un démon...) au panneau central et au volet droit du triptyque pour sa Tentation de saint Antoine (it) (San Diego, Timken Museum of Art).
Au début du XIXe siècle, le triptyque appartient à la collection du cardinal espagnol Antonio Despuig y Dameto (mort en 1813). Durant la première moitié du même siècle, les deux volets latéraux et le panneau central sont ré-assemblés pour ne former qu'un seul tableau. L’œuvre retrouve sa disposition initiale entre la fin du XIXe siècle et le début du XXe siècle. À cette époque, elle fait partie de la collection parisienne d’Émile Gavet. En mai 1906, c'est sous le titre Diableries qu'elle est vendue aux enchères à Drouot et achetée pour 2 550 francs par un certain Ducrey. Exposée à Bruges en 1907 à l'occasion de l'exposition de la Toison d'or (no 218 du catalogue), elle est acquise auprès du marchand d'art parisien Seligmann par l'ancien chef de gouvernement Auguste Beernaert, qui en fait immédiatement don au musée de cette ville belge.
En 2014-2015, une restauration et un nouvel encadrement mettent en valeur la scène en grisaille peinte au revers des panneaux latéraux.

## Attribution à Bosch

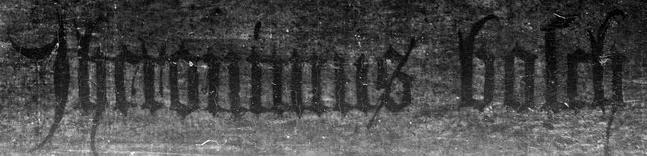
Signature de Jérôme Bosch.

Outre la grande proximité stylistique et iconographique avec d'autres réalisations du maître de Bois-le-Duc, la signature « Jheronimus Bosch » (en bas à droite du panneau central), inscrite dans la couche picturale d'origine, semble attester du caractère autographe de l’œuvre, reconnu en 1927 par Max J. Friedländer, repris ensuite par Charles de Tolnay et réaffirmé en 2016 par l'équipe du Bosch Research and Conservation Project (BRCP).
L'attribution à Bosch a cependant été remise en question par certains auteurs. Dans un article paru en 1908, Louis Maeterlinck, conservateur du Musée des beaux-arts de Gand, estimait que ce triptyque n'était qu'un pastiche qu'il proposait d'attribuer au paysagiste mosan Henri Bles. Moins radicaux, des chercheurs de la fin du XXe siècle et du début du XXIe siècle, tels que Gerd Unverfehrt ou Frédéric Elsig, y ont plutôt vu une production de l'atelier du maître. Notant les emprunts iconographiques à plusieurs œuvres de Bosch qu'il date des années 1501-1505, Elsig estime que le triptyque, « d'une qualité élevée, quoique sensiblement inférieure aux œuvres autographes », pourrait avoir été peint entre 1505 et 1510 par un proche collaborateur du maître. Il propose d'identifier ce « Maître du Jugement dernier de Bruges » à Anthonis Goessens van Aken (nl) (vers 1478-1516), neveu de Jérôme Bosch.